# مارك شنايدر
مارك شنايدر (بالإنجليزية: Marc Schneider) (و. 1980  م) هو لاعب كرة قدم، من سويسرا، ولد في ثون، يلعب كمُدَافِع.

## روابط خارجية
- مارك شنايدر على موقع قاعدة بيانات كرة القدم.إي يو (الإنجليزية)
- مارك شنايدر على موقع Soccerbase.com (مدرب) (الإنجليزية)
- مارك شنايدر على موقع Soccerway.com (الإنجليزية)
- مارك شنايدر على موقع عالم كرة القدم.نت (الإنجليزية)